# Winnebago (Minnesota)
Winnebago ist eine Stadt im Faribault County. Sie liegt zentral im Süden von Minnesota. Das U.S. Census Bureau hat bei der Volkszählung 2020 eine Einwohnerzahl von 1.391 ermittelt.

## Geografie

### Geografische Lage
Winnebago ist im US-Bundesstaat Minnesota im Mittleren Westen der Vereinigten Staaten gelegen. Etwa 30 Kilometer südlich verläuft die Grenze zu Iowa. Nach Angaben des United States Census Bureau beträgt die Fläche der Stadt 5,7 Quadratkilometer. Größere Städte in der näheren Umgebung sind Blue Earth und Fairmont. Weiter nördlich liegt Mankato.

### Klima
In Winnebago herrscht das für Minnesota typische Kontinentalklima. So sind die Sommer heiß und feucht, die Winter dagegen kalt mit wenig Niederschlag. An durchschnittlich 82 Tagen im Jahr liegt die Tageshöchsttemperatur unter null Grad Celsius. Die jährliche Schneefallmenge beträgt 116 Zentimeter.
| Daten des NCDC (1971–2000)              | Jan   | Feb  | März | Apr | Mai  | Juni | Juli | Aug  | Sep  | Okt | Nov  | Dez  |       |
| --------------------------------------- | ----- | ---- | ---- | --- | ---- | ---- | ---- | ---- | ---- | --- | ---- | ---- | ----- |
| Durchschnittliche Tagestemperatur in °C | −11,0 | −7,3 | −0,6 | 7,3 | 14,8 | 20,2 | 22,2 | 20,8 | 15,9 | 9,0 | −0,1 | −8,9 | ⌀ 6,9 |
| Durchschnittlicher Niederschlag in mm   | 22    | 18   | 47   | 76  | 100  | 116  | 105  | 107  | 67   | 61  | 47   | 26   | Σ 792 |

## Geschichte
Die Ursprünge Winnebagos gehen in die 1850er Jahre zurück. Im Oktober 1856 machte sich eine Gruppe junger Leute entlang des Blue Earth River auf die Suche nach einem geeigneten und unbewohnten Siedlungsort. Angeführt von Andrew C. Dunn ließen sie sich an der Stelle der heutigen Stadt nieder. Benannt wurde diese nach den Winnebago-Indianern, deren Reservat sich zwischen 1855 und 1863 im angrenzenden Blue Earth County befand. Die Bezeichnung City wurde zwischenzeitlich in Abgrenzung zur Indianersiedlung geführt, aber 1905 aufgegeben.
1861 hatte Winnebago eine Bevölkerungszahl von gut 100 Einwohnern, die in dem kleinen Dorf lebten. Bis 1870 wuchs die Bevölkerung auf 1106 Menschen.

### Bevölkerungsentwicklung
| 1870  | 1970  | 1980  | 1990  | 2000  | 2020  |
| ----- | ----- | ----- | ----- | ----- | ----- |
| 1.106 | 1.791 | 1.869 | 1.565 | 1.487 | 1.391 |

## Demografie
Nach den Angaben der Volkszählung 2000 leben in Winnebago 1487 Menschen in 641 Haushalten und 398 Familien. Ethnisch betrachtet setzt sich die Bevölkerung aus 96,3 Prozent weißer Bevölkerung, sowie kleineren Minderheiten zusammen. 6,6 Prozent der Einwohner zählen sich zu den Hispanics.
In 25,4 % der 641 Haushalte leben Kinder unter 18 Jahren, in 52,4 % leben verheiratete Ehepaare, in 7,5 % leben weibliche Singles, und 37,9 % sind keine familiären Haushalte. 34,2 % aller Haushalte bestehen ausschließlich aus einer einzelnen Person, und in 20,0 % leben Alleinstehende über 65 Jahre. Die durchschnittliche Haushaltsgröße liegt bei 2,21 Personen, die von Familien bei 2,83.
Auf die gesamte Stadt bezogen setzt sich die Bevölkerung zusammen aus 21,0 % Einwohnern unter 18 Jahren, 7,5 % zwischen 18 und 24 Jahren, 22,8 % zwischen 25 und 44 Jahren, 21,3 % zwischen 45 und 64 Jahren und 27,3 % über 65 Jahren. Der Median beträgt 44 Jahre. Etwa 52,1 % der Bevölkerung ist weiblich.
Der Median des Einkommens eines Haushaltes beträgt 32.321 USD, der einer Familie 41.420 USD. Das Pro-Kopf-Einkommen liegt bei 16.435 USD. Etwa 9,5 % der Bevölkerung und 4,6 % der Familien leben unterhalb der Armutsgrenze.

## Verkehr
Wichtige Straßen durch Winnebago sind der U.S. Highway 169, welcher in Nord-Süd-Richtung durch die Stadt verläuft, sowie die Minnesota State Route 109, die in Winnebago beginnt und nach Osten führt. Weiter südlich der Stadt befindet sich mit dem Interstate 90 eine Hauptverkehrsroute der Vereinigten Staaten.
Die Chicago, St. Paul, Minneapolis and Omaha Railway baute die Eisenbahnlinie zwischen Omaha und Minneapolis durch Winnebago und richtete dort einen Bahnhof ein.